# Campiglossa japonica
Campiglossa japonica är en tvåvingeart som först beskrevs av Ito 1984.  Campiglossa japonica ingår i släktet Campiglossa och familjen borrflugor. Inga underarter finns listade.